# 小行星20309
小行星20309（20309 Batalden）是一颗绕太阳运转的小行星，为主小行星带小行星。该小行星于1998年3月31日发现。

## 轨道参数
小行星20309的轨道半长轴为2.4882656 UA，离心率为0.132。